# Paweł Rytel-Andrianik
Paweł Rytel-Andrianik (ur. 9 sierpnia 1976 w Sokołowie Podlaskim) – polski duchowny rzymskokatolicki, doktor nauk biblijnych i archeologii oraz nauk orientalnych w zakresie hebraistyki i judaistyki, publicysta, poliglota, profesor na Papieskim Uniwersytecie Świętego Krzyża w Rzymie, rzecznik Konferencji Episkopatu Polski w latach 2015–2020, dyrektor Biura ds. Komunikacji Zagranicznej w Sekretariacie Konferencji Episkopatu Polski w latach 2020-2023, szef Sekcji Polskiej Radia Watykańskiego od 2023. 

## Życiorys

### Edukacja i pierwsze lata kapłaństwa
Do szkoły podstawowej chodził w Rytelach Święckich. W 1995 zdał egzamin dojrzałości w I Liceum Ogólnokształcącym im. A. Mickiewicza w Węgrowie i wstąpił do Wyższego Seminarium Duchownego w Drohiczynie. Studia seminaryjne zwieńczył pracą magisterską w 2001. Święcenia prezbiteratu otrzymał 16 czerwca 2001 w Drohiczynie, z rąk biskupa drohiczyńskiego Antoniego P. Dydycza.
W latach 2001–2003 był wikariuszem parafii Narodzenia Najświętszej Maryi Panny w Ostrożanach oraz katechetą w miejscowym Zespole Szkół Rolniczych im. W. Witosa. W latach 2002–2003 był kapelanem Nadbużańskiego Hufca Związku Harcerstwa Polskiego (Hufiec Siemiatycze).

### Nauka
W 2003 został skierowany na studia na Papieskim Uniwersytecie Świętego Krzyża w Rzymie, które kończy w 2005 licencjatem naukowym z teologii. W tym samym roku rozpoczął studia z nauk biblijnych i archeologii w Studium Biblicum Franciscanum w Jerozolimie, będącym częścią Papieskiego Uniwersytetu Antonianum w Rzymie. Ukończył je w 2008 pracą licencjacką, a w 2012 rozprawą doktorską pod tytułem „From the bread of angels to the food of immortality. Manna in Wis 16:20–23;19:21” (ISBN 978-83-7257-563-0).
W latach 2005–2012 kształcił się także na École Biblique et Archéologie Française de Jérusalem, gdzie uzyskał tytuł Élève titulaire. W latach 2009–2015 odbył studia z nauk orientalnych, w dziedzinie hebraistyki i judaistyki na Uniwersytecie Oksfordzkim, zakończone w 2011 tytułem magistra (MSt.), a w 2015 doktora (DPhil). Paralelnie do studiów biblijnych uczył się języka hebrajskiego współczesnego m.in. na Uniwersytecie Hebrajskim (2005–2014), na Hebrew Union College (2005). W 2015 był gościem Oxford Center for Hebrew and Jewish Studies.
Od 2008 jest członkiem Stowarzyszenia Biblistów Polskich, a od 2014 działaczem Christian Friends of Yad Vashem oraz rady naukowej Biblia Aramejska. W swojej pracy duszpasterskiej i naukowej posługuje się w różnym stopniu szesnastoma językami obcymi (języki nowożytne: angielski, włoski, hebrajski, hiszpański, francuski, niemiecki, rosyjski, białoruski, jidysz; języki starożytne: łaciński, hebrajski, grecki, aramejski, akadyjski, syryjski, ugarycki).

### Działalność dydaktyczna
Od 2012 jest profesorem Pisma Świętego na Papieskim Uniwersytecie Świętego Krzyża w Rzymie oraz wykładowcą w Wyższej Szkole Kultury Społecznej i Medialnej w Toruniu. W latach 2013–2015 był zastępcą redaktora naczelnego tygodnika katolickiego „Niedziela” ds. Europy Zachodniej i Bliskiego Wschodu, a od 2015 delegatem w tym samym zakresie obowiązków. Od 2014 jest wykładowcą Wyższego Seminarium Duchownego w Drohiczynie – Papieskiego Wydziału Teologicznego w Warszawie, sekcji św. Jana Chrzciciela.

## Badania naukowe
Analizuje historie Polaków i Żydów doświadczonych przez II wojnę światową. Jest wnukiem więźnia obozu Treblinka I, Stanisława Rytela. Wraz z Edwardem Kopówką współautor książki o Polakach z okolic Treblinki, ratujących życie ludności żydowskiej („Dam im imię na wieki. Polacy z okolic Treblinki ratujący Żydów”, wyd. 2011, ISBN 978-83-7257-496-1).
W latach 2012–2013 prowadził projekt badawczy Priests for Jews (Księża dla Żydów). W latach 2013–2014 był dyrektorem projektu Nuns for Jews (Siostry zakonne dla Żydów). Od 2013 był koordynatorem badań związanych z Kaplicą Pamięci w Toruniu, a od 2014 dyrektorem projektu Catholics for Jews (Katolicy dla Żydów).

## Pełnione urzędy i funkcje diecezjalne
W latach 1998–1999 był członkiem Komisji ds. środków społecznego przekazu Diecezjalnego Komitetu Organizacji Pielgrzymki Jana Pawła II do Drohiczyna. Od 2014 był członkiem Komisji ds. Księży Studentów i Kandydatów na Studia Specjalistyczne oraz redaktorem Wiadomości Diecezjalnych, Pisma Urzędowego Kurii Diecezjalnej w Drohiczynie. 9 czerwca 2015 podczas 369. zebrania plenarnego Episkopatu został wybrany na stanowisko rzecznika Konferencji Episkopatu Polski. 1 lipca tego samego roku zastąpił ks. Józefa Klocha na stanowisku rzecznika. Sprawowanie urzędu zakończył w sierpniu 2020, a jego następcą został o. Leszek Gęsiak SJ. Jako rzecznik pełnił funkcję redaktora naczelnego Akt Konferencji Episkopatu Polski.  
Od września 2020 roku był dyrektorem Biura ds. Komunikacji Zagranicznej w Sekretariacie Konferencji Episkopatu Polski. Celem nowo utworzonej instytucji, którą kierował jest dążenie do tego, aby oficjalne informacje z życia polskiego Kościoła były bardziej obecne w zagranicznych mediach. Członkowie biura tłumaczą również dokumenty wydawane przez Konferencję Episkopatu Polski i wybrane informacje na różne języki (m.in. na język angielski, włoski, hiszpański, francuski, niemiecki, rosyjski, czy hebrajski). Funkcję dyrektora Biura pełnił do lipca 2023, kiedy to został mianowany Szefem Sekcji Polskiej Radia Watykańskiego i portalu Vatican News, który przeprowadza również transmisje nadawane przez Telewizję Watykańską, udostępniane za pośrednictwem serwisu YouTube. Jest również stałym komentatorem tych mediów i tłumaczem wydarzeń z udziałem papieża. 

## Odznaczenia
- 2010 – Krzyż Papieski Diecezji Drohiczyńskiej
- 2012 – Medal "Powstanie w Getcie Warszawskim"
- 2013 – Kanonik Nadliczbowy (Supra Numerum) Drohiczyńskiej Kapituły Katedralnej
- 2024 – Złoty Krzyż Zasługi[22]